# Cosautlán de Carvajal
Cosautlán de Carvajal är en kommunhuvudort i Mexiko.   Den ligger i kommunen Cosautlán de Carvajal och delstaten Veracruz, i den sydöstra delen av landet, 220 km öster om huvudstaden Mexico City. Cosautlán de Carvajal ligger 1 257 meter över havet och antalet invånare är 4 575.
Terrängen runt Cosautlán de Carvajal är huvudsakligen kuperad, men åt sydväst är den bergig. Terrängen runt Cosautlán de Carvajal sluttar österut. Runt Cosautlán de Carvajal är det ganska glesbefolkat, med 38 invånare per kvadratkilometer. Närmaste större samhälle är Coatepec, 13,7 km norr om Cosautlán de Carvajal. I omgivningarna runt Cosautlán de Carvajal växer i huvudsak städsegrön lövskog.